# بالتازار کارلوس آستوریاس
بالتازار کارلوس آستوریاس (انگلیسی: Balthasar Charles, Prince of Asturias) شاهزاده آستوریاس بود. وی در ۱۶ سالگی مرد.

## نگارخانه

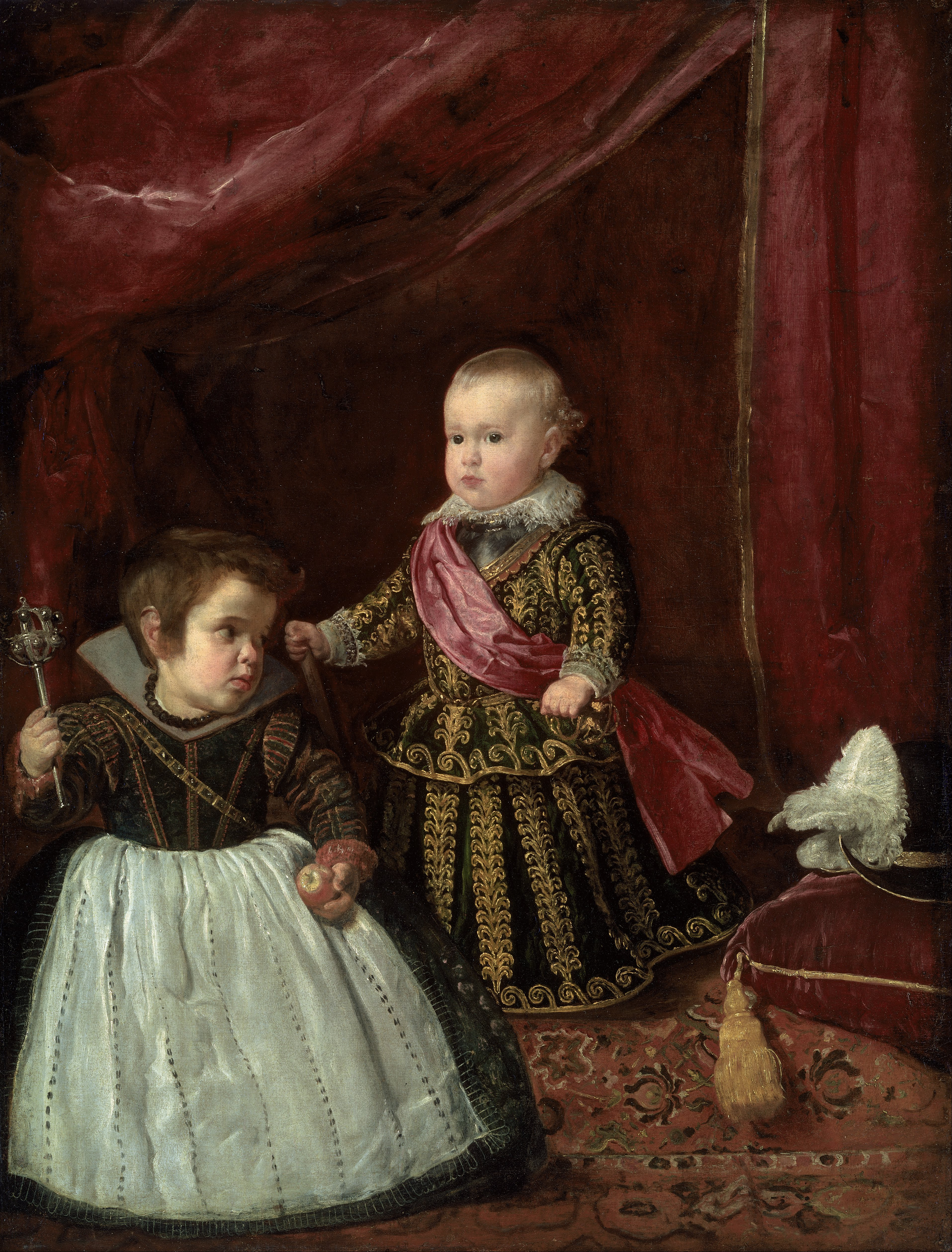
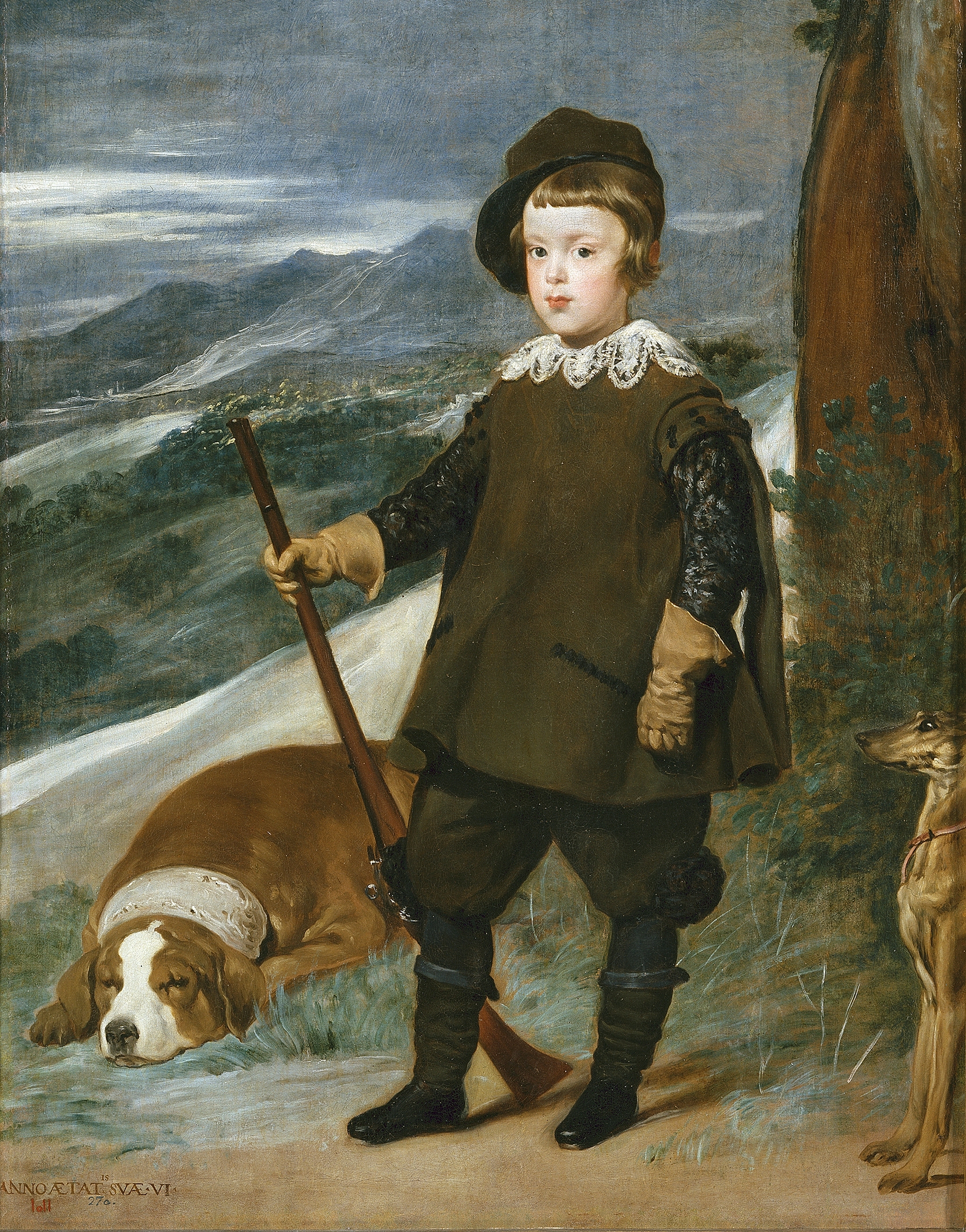
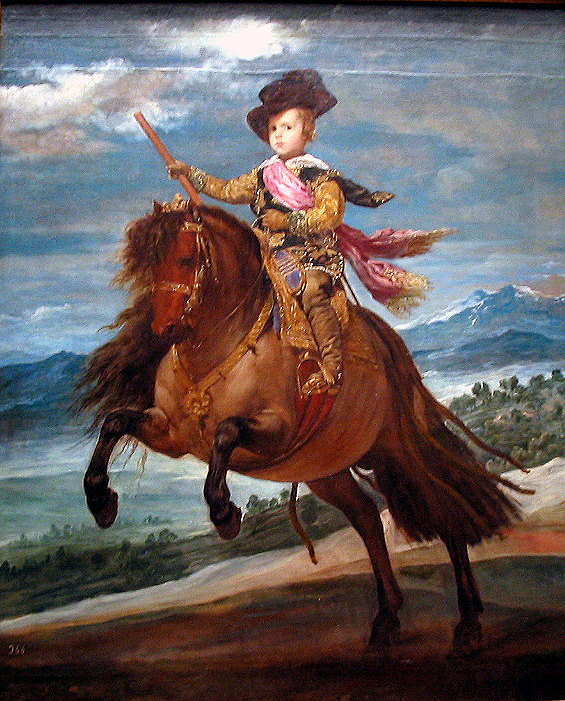
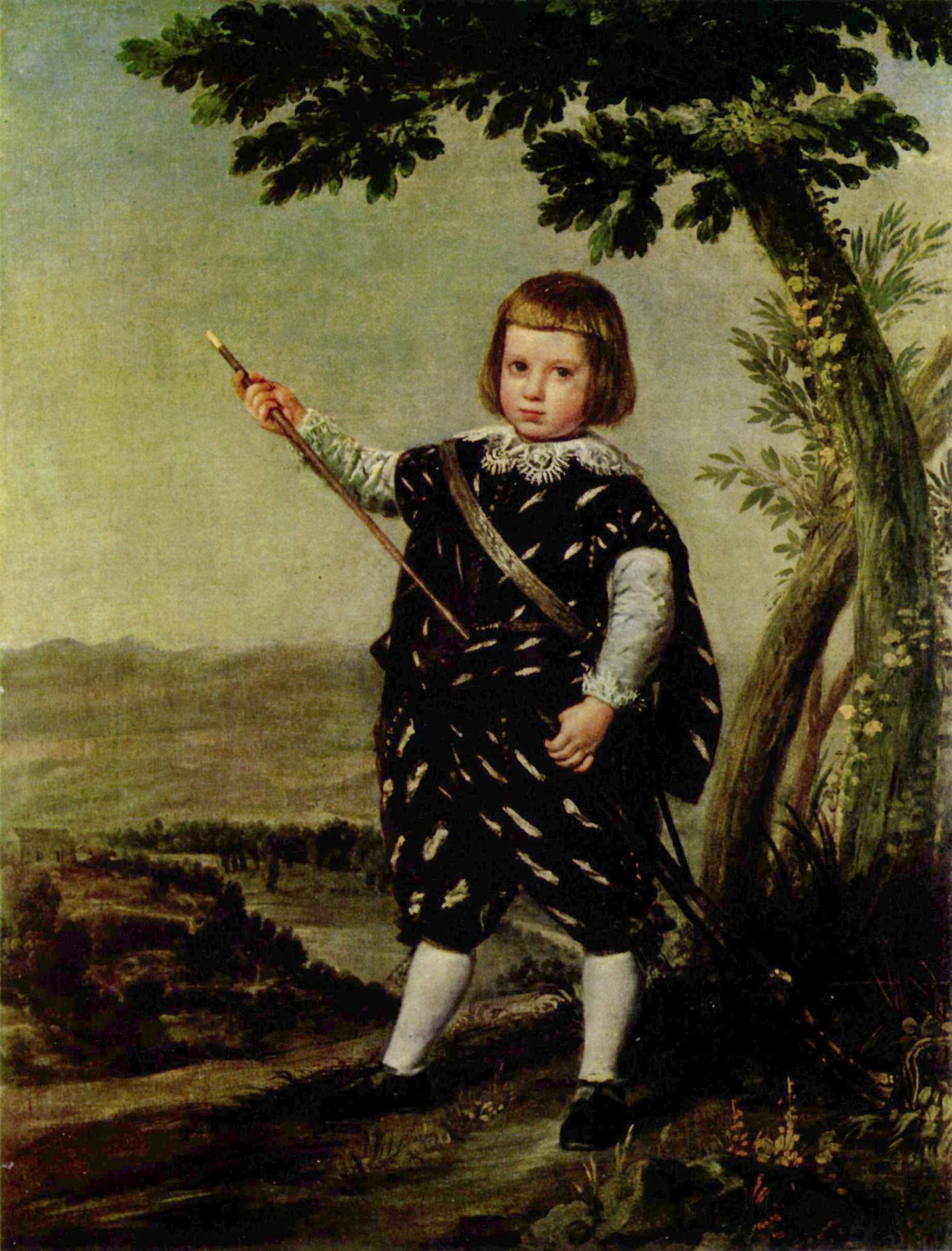
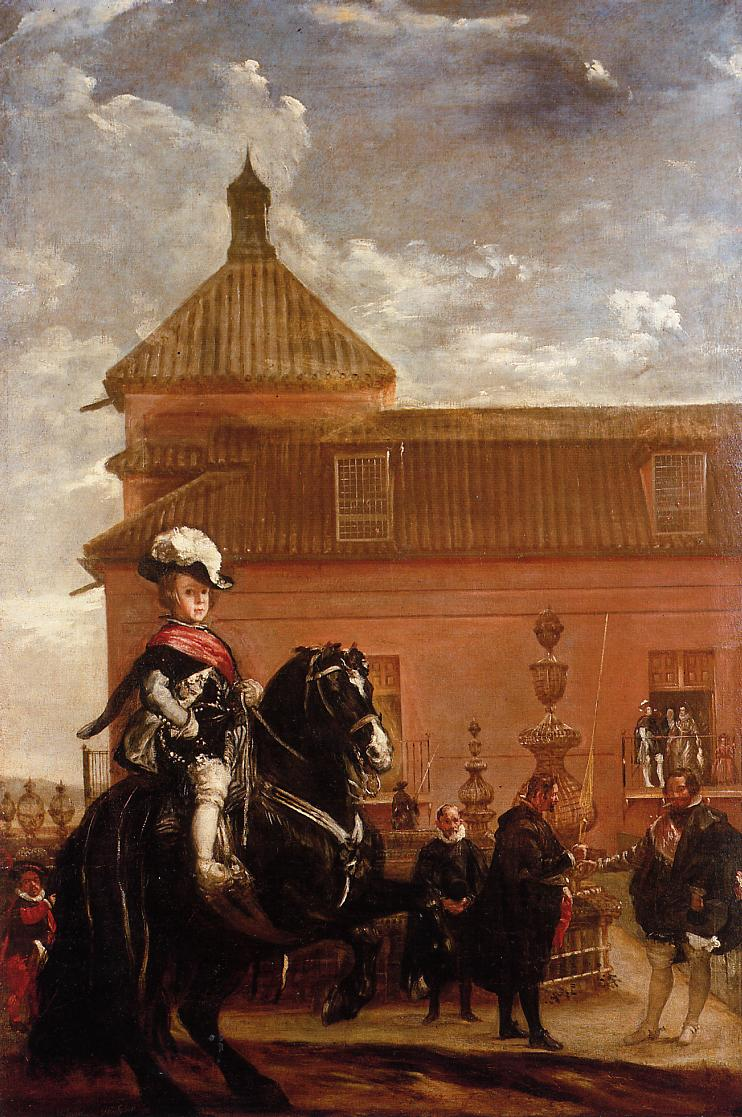
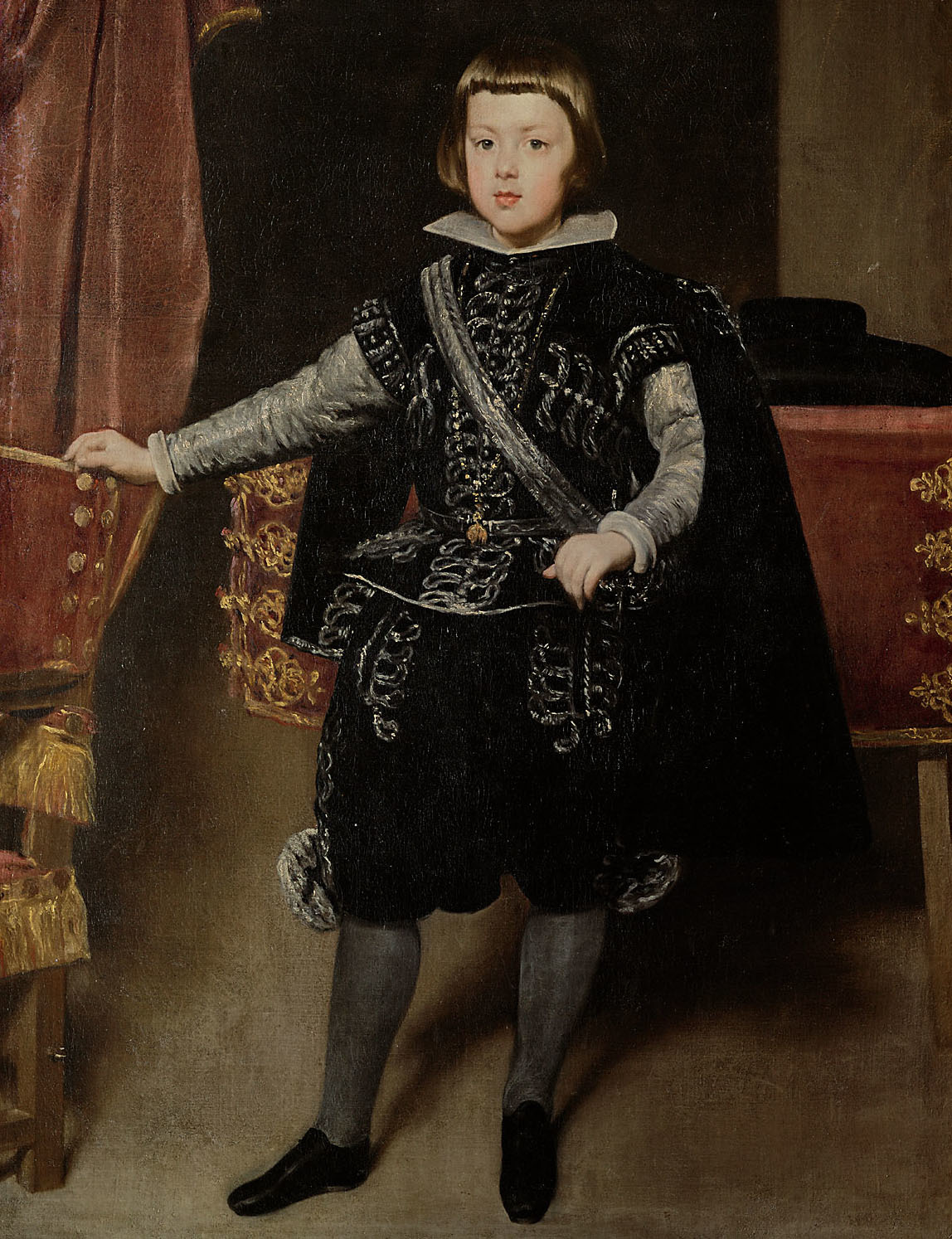
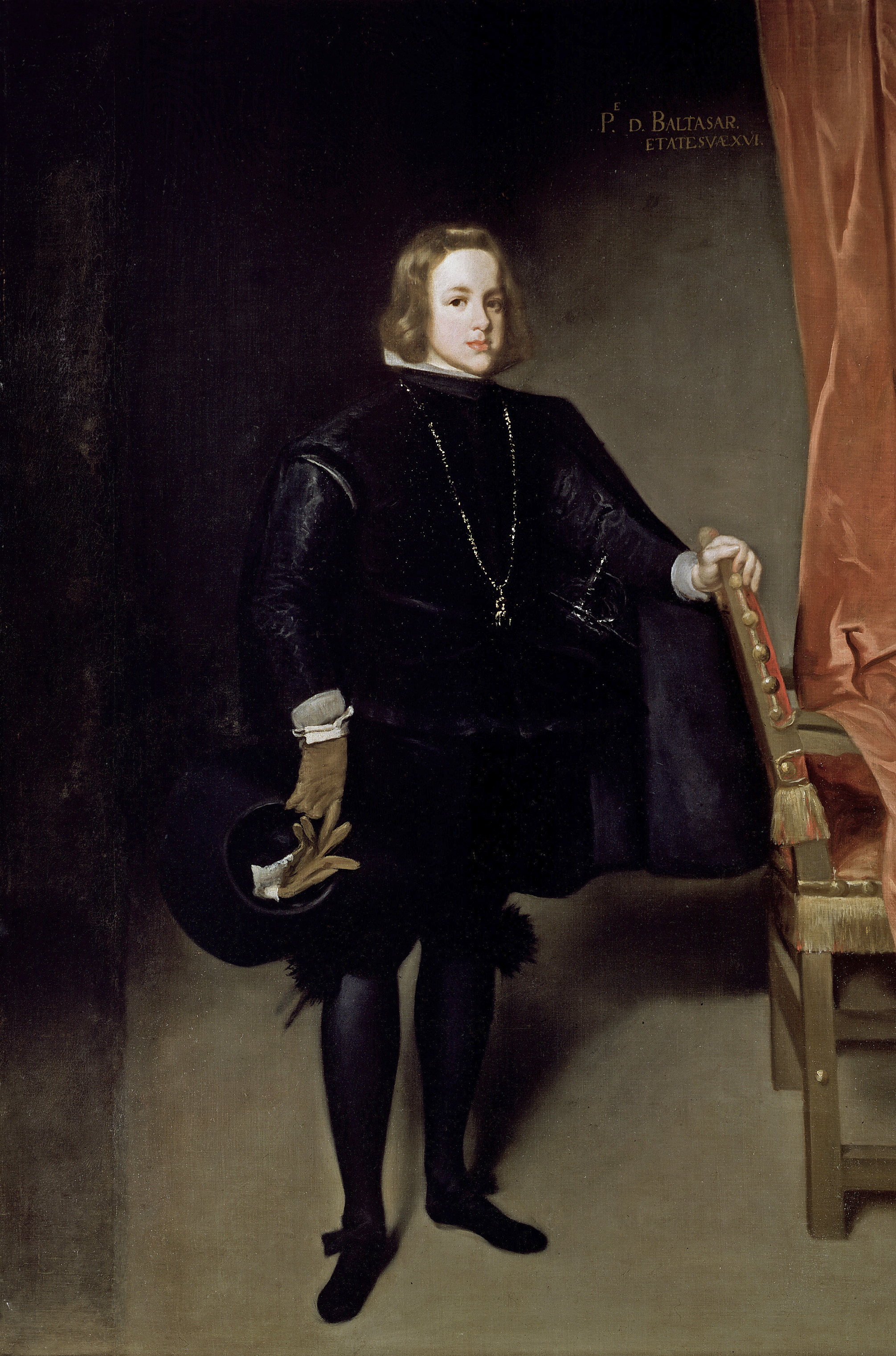
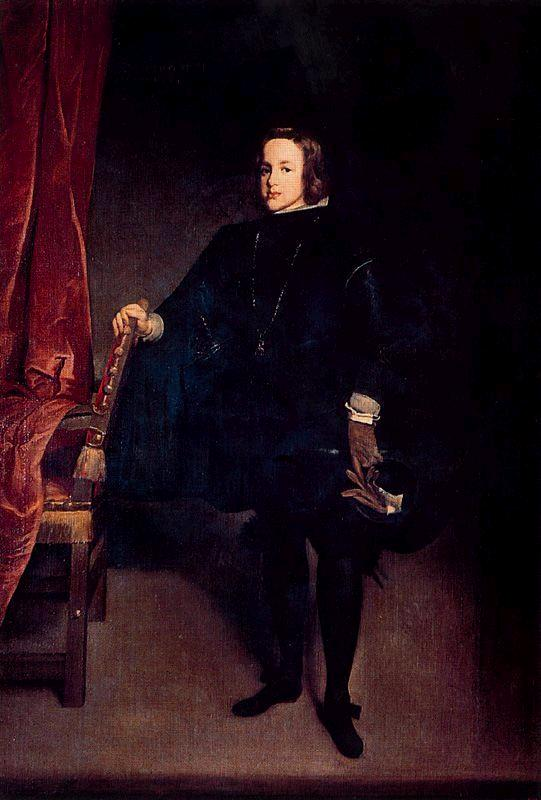